# Eikeholmen
 (février 2025).
Si vous disposez d'ouvrages ou d'articles de référence ou si vous connaissez des sites web de qualité traitant du thème abordé ici, merci de compléter l'article en donnant les références utiles à sa vérifiabilité et en les liant à la section « Notes et références ».
Eikeholmen est un récif norvégien dans le landskap Sunnhordland du comté de Vestland. Il appartient administrativement à Sveio.

## Géographie
Rocheuse et désertique, à fleur d'eau, elle s'étend sur environ 137 m de longueur pour une largeur approximative de 79 m. 